# Preußen (Familienname)
Preußen ist ein deutscher Familienname.

## Namensträger

### A
- Adalbert von Preußen (1811–1873), preußischer Marineoffizier
- Adalbert von Preußen (1884–1948), deutscher Prinz
- Albrecht (Preußen) (Albrecht von Brandenburg-Ansbach; 1490–1568), Hochmeister des Deutschen Ordens, Herzog in Preußen
- Albrecht von Preußen (1809–1872), preußischer General
- Albrecht von Preußen (1837–1906), preußischer Generalfeldmarschall, Regent des Herzogtums Braunschweig
- Albrecht Friedrich (Preußen) (1553–1618), regierender Fürst des Herzogtums Preußen
- Albrecht Friedrich Prinz von Preußen (Albrecht Friedrich, Prinz von Preußen, Markgraf zu Brandenburg-Schwedt; 1672–1731), kurbrandenburgisch-preußischer Generalleutnant und Herrenmeister des Johanniterordens
- Alexander von Preußen (1820–1896), königlich preußischer Prinz und General der Infanterie
- Alexandrine von Preußen (1803–1892), spätere Großherzogin von Mecklenburg-Schwerin
- Alexandrine von Preußen (1842–1906), spätere Herzogin von Mecklenburg-Schwerin
- Alexandrine von Preußen (1915–1980), älteste Tochter von Wilhelm von Preußen
- Anna von Preußen (1576–1625), Kurfürstin von Brandenburg
- Anna von Preußen (1836–1918), Landgräfin von Hessen-Kassel
- Anna Sophie von Preußen (1527–1591), Herzogin zu Mecklenburg
- Amalie von Preußen (1723–1787), deutsche Komponistin und  jüngste Schwester Friedrichs des Großen
- August von Preußen (1779–1843), preußischer Prinz und General der Infanterie
- August Ferdinand von Preußen (1730–1813), preußischer Generalmajor
- August Wilhelm von Preußen (1722–1758), preußischer Prinz und General
- August Wilhelm von Preußen (1887–1949), preußischer Prinz und SA-Obergruppenführer

### C
- Carl von Preußen (1801–1883), deutscher Prinz, Sohn Friedrich Wilhelms III. und Königin Luise
- Cecilie von Preußen (1917–1975), deutsche Adelige, Tochter von Kronprinz Wilhelm
- Cecilie Auguste Marie von Preußen (1886–1954), deutsche Kronprinzessin, siehe Cecilie zu Mecklenburg
- Charlotte von Preußen (1798–1860), durch Heirat Zarin Alexandra Fjodorowna von Russland
- Charlotte von Preußen (1831–1855), Erbprinzessin von Sachsen-Meiningen
- Charlotte von Preußen (1860–1919), Herzogin von Sachsen-Meiningen
- Christian von Preußen († 1245), Bischof von Preußen

### D
- Dorothea von Preußen (1504–1547), dänische Prinzessin und Herzogin

### E
- Eleonore von Preußen (1583–1607), Tochter des Herzogs Albrecht Friedrich von Preußen
- Elisabeth von Preußen (1815–1885), Frau von Karl von Hessen-Darmstadt
- Eitel Friedrich von Preußen (1883–1942), preußischer Generalmajor und Herrenmeister des Johanniterordens

### F
- Franz-Friedrich Prinz von Preußen (* 1944), deutscher Unternehmer
- Franz Friedrich Sigismund von Preußen (1864–1866), preußischer Prinz
- Franz Wilhelm Prinz von Preußen (* 1943), deutscher Unternehmer
- Friederike von Preußen (1767–1820), Prinzessin von Großbritannien und Irland
- Friederike von Preußen (1796–1850), Herzogin von Anhalt-Dessau
- Friederike Luise von Preußen (1714–1784), Prinzessin von Preußen
- Friederike Luise von Hessen-Darmstadt (1751–1805), Königin von Preußen
- Friederike zu Mecklenburg (1778–1841), durch Heirat Prinzessin von Preußen, Prinzessin zu Solms-Braunfels und Königin von Hannover
- Friedrich I. (Preußen) (1657–1713), König in Preußen
- Friedrich II. (Preußen) (Friedrich der Große oder der Alte Fritz; 1712–1786), König von Preußen
- Friedrich III. (Deutsches Reich) (1831–1888), deutscher Kaiser und König von Preußen
- Friedrich von Preußen (1794–1863), preußischer Prinz und General der Kavallerie
- Friedrich von Preußen (1911–1966), deutscher Adeliger, Enkel von Kaiser Wilhelm II.
- Friedrich Karl von Preußen (1828–1885), preußischer Prinz und Feldherr
- Friedrich Karl von Preußen (1893–1917), deutscher Reiter
- Friedrich Karl von Preußen (1919–2006), Mitglied des ehemaligen preußischen Königshauses der Hohenzollern
- Friedrich Leopold von Preußen (1865–1931), preußischer Prinz und Offizier, zuletzt Generaloberst
- Friedrich Leopold von Preußen (1895–1959) (1895–1959), deutscher Adeliger und Maler
- Friedrich Ludwig Karl von Preußen (1773–1796), preußischer Prinz und Generalmajor, auch Louis von Preußen genannt
- Friedrich Sigismund von Preußen (1891–1927), deutscher Reiter
- Friedrich Wilhelm (Brandenburg) (der Große Kurfürst; 1620–1688), Kurfürst von Brandenburg und Herzog von Preußen
- Friedrich Wilhelm I. (Preußen) (1688–1740), König in Preußen
- Friedrich Wilhelm II. (Preußen) (1744–1797), König von Preußen
- Friedrich Wilhelm III. (Preußen) (1770–1840), König von Preußen
- Friedrich Wilhelm IV. (1795–1861), König von Preußen
- Friedrich Wilhelm Prinz von Preußen (1714–1744), Markgraf von Brandenburg-Schwedt, siehe Friedrich Wilhelm von Brandenburg-Schwedt
- Friedrich Wilhelm Prinz von Preußen (Politiker) (1880–1925), deutscher Politiker
- Friedrich Wilhelm Prinz von Preußen (Historiker) (1939–2015), deutscher Historiker
- Friedrich Wilhelm Albert Victor von Preußen (1859–1941), siehe Wilhelm II. (Deutsches Reich)
- Friedrich Wilhelm Karl von Preußen, siehe Wilhelm von Preußen (1783–1851)
- Friedrich Wilhelm Ludwig von Preußen, siehe Friedrich von Preußen (1794–1863)
- Friedrich Wilhelm Nikolaus Karl von Preußen, (1831–1888), Deutscher Kaiser und König von Preußen, siehe Friedrich III. (Deutsches Reich)
- Friedrich Wilhelm Victor August Ernst von Preußen, siehe Wilhelm von Preußen (1882–1951)

### G
- Georg von Preußen (1826–1902), preußischer Prinz, General und Schriftsteller
- Georg Friedrich Prinz von Preußen (* 1976), deutscher Chef des Hauses Hohenzollern

### H
- Heinrich von Preußen (1726–1802), Bruder Friedrichs II., General und Diplomat
- Heinrich von Preußen (1747–1767), Bruder Friedrich Wilhelms II., Generalmajor
- Heinrich von Preußen (1781–1846), Bruder Friedrich Wilhelms III., General der Infanterie
- Heinrich von Preußen (1862–1929), Bruder Kaiser Wilhelms II., Großadmiral der Marine
- Hubertus von Preußen (1909–1950), preußischer Prinz (bis 1919) und Enkelsohn Wilhelms II.

### J
- Joachim von Preußen (1890–1920), deutscher Adeliger, preußischer Offizier, zuletzt Rittmeister und Sohn von Kaiser Wilhelm II.

### K
- Karl Friedrich Albrecht Prinz von Preußen (1705–1762), nichtregierender Markgraf von Brandenburg-Schwedt
- Kira von Preußen (1943–2004), zweitälteste Tochter von Louis Ferdinand von Preußen und Kira Kirillowna

### L
- Louis von Preußen (1773–1796), preußischer Prinz und Generalmajor, siehe Friedrich Ludwig Karl von Preußen
- Louis Ferdinand von Preußen (1772–1806) (Friedrich Ludwig Christian von Preußen; 1772–1806), preußischer Prinz Feldherr, Komponist und Pianist
- Louis Ferdinand von Preußen (1907–1994) (Louis Ferdinand Victor Eduard Adalbert Michael Hubertus von Preußen; 1907–1994), deutscher und preußischer Thronprätendent und Chef des Hauses Hohenzollern
- Louis Ferdinand Prinz von Preußen (1944–1977) (Louis Ferdinand Oskar Christian von Preußen; 1944–1977), Mitglied des Hauses Hohenzollern
- Luise von Preußen (1770–1836), Ehefrau des polnischen Fürsten Anton Radziwiłł
- Luise von Preußen, geb. Luise von Mecklenburg-Strelitz (1776–1810), Königin von Preußen
- Luise von Preußen, geb. Luise von Anhalt-Bernburg (1799–1882), Ehefrau des Prinzen Friedrich von Preußen
- Luise von Preußen (1808–1870), Ehefrau des niederländischen Prinzen Friedrich von Oranien-Nassau
- Luise von Preußen (1829–1901), Ehefrau des Landgrafs Alexis von Hessen-Philippsthal-Barchfeld
- Luise von Preußen (1838–1923), Ehefrau des badischen Großherzogs Friedrich I.
- Luise Amalie von Braunschweig-Wolfenbüttel (1722–1780), Prinzessin von Braunschweig-Wolfenbüttel durch Heirat Prinzessin von Preußen
- Luise Margareta von Preußen (1860–1917), Ehefrau von Arthur, Duke of Connaught and Strathearn
- Luise Ulrike von Preußen (1720–1782), Ehefrau des schwedischen Königs Adolf Friedrich

### M
- Magdalena Sibylle von Preußen (1586–1659), Kurfürstin von Sachsen
- Margarethe von Preußen (Margarethe Beatrice Feodora von Preußen; 1872–1954), deutsche Adlige, durch Heirat Landgräfin von Hessen-Kassel
- Maria Anna Amalie von Hessen-Homburg (1785–1846), Prinzessin von Preußen, Frau von Friedrich Wilhelm Karl von Preußen
- Maria Luise Alexandrina von Preußen (1808–1877), Frau von Carl von Preußen, siehe Marie von Sachsen-Weimar-Eisenach
- Marie von Preußen (1579–1649), Tochter von Herzog Albrecht Friedrich von Preußen
- Marie von Preußen (1825–1889), Königin von Bayern
- Marie von Preußen (1855–1888), Tochter von Prinz Friedrich Karl von Preußen
- Marie von Sachsen-Weimar-Eisenach (1808–1877), Frau von Prinz Carl von Preußen
- Michael Prinz von Preußen (1940–2014), deutscher Autor und Angehöriger des Hauses Hohenzollern

### O
- Oskar von Preußen (Herrenmeister, 1888) (1888–1958), preußischer Offizier; Generalmajor der Wehrmacht; Herrenmeister des Johanniterordens
- Oskar Prinz von Preußen (Herrenmeister, 1959) (* 1959), deutscher Herrenmeister des Johanniterordens

### P
- Philippine Charlotte von Preußen (1716–1801), Herzogin von Braunschweig-Wolfenbüttel

### S
- Sigismund von Preußen (1896–1978), preußischer Prinz
- Sophie von Preußen (1582–1610), Tochter von Albrecht Friedrich von Preußen und Marie Eleonore von Jülich-Kleve-Berg
- Sophie von Preußen (1870–1932) (Sophie Dorothea Ulrike Alice von Preußen), Königin von Griechenland
- Sophie von Preußen (geborene Sophie von Isenburg), Ehefrau von Georg Friedrich Prinz von Preußen
- Sophie Charlotte Herzogin von Braunschweig und Lüneburg (1668–1705), preußische Königin, siehe Sophie Charlotte von Hannover
- Sophie Dorothea von Preußen (1687–1757), Königin von Preußen, siehe Sophie Dorothea von Hannover
- Sophie Dorothea Marie von Preußen (1719–1765), Prinzessin von Preußen, Markgräfin von Brandenburg-Schwedt

### T
- Therese von Preußen (nach Heirat Marie Therese Hug; 1911–2005), deutsche Prinzessin aus dem Hause Hohenzollern

### V
- Victoria von Großbritannien und Irland (1840–1901) (Kaiserin Friedrich), deutsche Kaiserin
- Viktoria von Preußen (1866–1929), Prinzessin zu Schaumburg-Lippe
- Viktoria Luise von Preußen (1892–1980), Herzogin von Braunschweig
- Auguste Viktoria von Schleswig-Holstein-Sonderburg-Augustenburg (Auguste Viktoria Friederike Luise Feodora Jenny von Schleswig-Holstein-Sonderburg-Augustenburg; 1858–1921), deutsche Kaiserin

### W
- Waldemar von Preußen (1817–1849), deutscher Prinz und Generalmajor
- Waldemar von Preußen (1868–1879), deutscher Prinz
- Waldemar von Preußen (1889–1945), deutscher Offizier und Großgrundbesitzer
- Wilhelm von Preußen (1783–1851), preußischer General der Kavallerie
- Wilhelm I. (Deutsches Reich) (1797–1888), König von Preußen, deutscher Kaiser
- Wilhelm von Preußen (1882–1951), Kronprinz von Preußen
- Wilhelm von Preußen (1906–1940), Prinz von Preußen
- Wilhelm Karl Prinz von Preußen (1922–2007), deutscher Herrenmeister und Protektor des Johanniterordens
- Wilhelmine von Preußen (1709–1758) (Friederike Sophie Wilhelmine von Preußen), Markgräfin von Brandenburg-Bayreuth
- Wilhelmine von Preußen (1751–1820) (Friederike Sophie Wilhelmine von Preußen), Erbstatthalterin der Niederlande
- Wilhelmine von Preußen (1774–1837) (Friederike Luise Wilhelmine von Preußen), Königin der Niederlande